# Alianța Politică pentru Moldova Europeană
Alianța Politică pentru Moldova Europeană a fost o alianță politică din Republica Moldova, formată la 23 ianuarie 2015, ca urmare a blocajului politic și nealegerii (timp de 2 luni) unei majorități parlamentare după alegerile parlamentare din 30 noiembrie 2014. 
Spre deosebire de celelalte două alianțe/coaliții politice precedente din R. Moldova, respectiva nu dispune de majoritate parlamentară (50%+1 vot), fiind una minoritară, dat fiind lipsa celui de-al treilea partid pro-european (Partidul Liberal) în componența sa. Coaliția este constituită doar de două partide, Partidul Liberal Democrat (cu 23 de mandate în parlament inițial și 21 ulterior) și Partidul Democrat (19 mandate), având un total de 42 de mandate (din 51 necesare) la început,  iar apoi doar 40, după ce Iurie Leancă și Eugen Carpov au părăsit fracțiunea PLDM.
Totodată, în ziua semnării acordului de creare a coaliției, 23 ianuarie), cu voturile Partidului Democrat + Partidului Liberal Democrat + Partidului Comuniștilor, președinte al Parlamentului a fost ales Andrian Candu, înaintat de PD, iar vicepreședinți ai Parlamentului au fost aleși Liliana Palihovici (PLDM) și Vladimir Vitiuc (PCRM). Gestul a fost criticat de unii oficiali europeni, în special de Graham Watson, președintele Alianței Liberalilor și Democraților pentru Partidul European.

## Partajarea funcțiilor

### Funcții de conducere în parlament și guvern
Parlamentul Republicii Moldova
1. Președintele Parlamentului – PDM
2. Vicepreședintele Parlamentului - PLDM
3. Președintele Comisiei Juridice, numiri și imunități – PDM
4. Președintele Comisiei pentru Politică Externă – PDM
5. Președintele Comisiei Economie, Buget, Finanțe – PLDM
6. Președintele Comisiei Cultură, Educație, Tineret, Sport și Mass Media – PLDM

Conducerea Guvernului Republicii Moldova
1. Prim-ministru – PLDM
2. Viceprim-ministru (economie) – PDM
3. Viceprim-ministru (integrare europeană) - PLDM
4. Viceprim-ministru (reintegrare) – PDM

#### Ministere
Partajarea funcțiilor în Guvern:
| #  | Minister                                                                  | Partid |
| -- | ------------------------------------------------------------------------- | ------ |
| 1  | Prim-ministru                                                             | PLDM   |
| 2  | Viceprim-ministru, Ministrul Economiei                                    | PDM    |
| 3  | Viceprim-ministru, Ministrul Afacerilor Externe și al Integrării Europene | PLDM   |
| 4  | Viceprim-ministru pentru Reintegrare                                      | PDM    |
| 5  | Ministerul Finanțelor                                                     | PLDM   |
| 6  | Ministerul Justiției                                                      | PLDM   |
| 7  | Ministerul Afacerilor Interne                                             | PLDM   |
| 8  | Ministerul Apărării                                                       | PLDM   |
| 9  | Ministerul Dezvoltării Regionale și Construcțiilor                        | PDM    |
| 10 | Ministerul Agriculturii și Industriei Alimentare                          | PLDM   |
| 11 | Ministerul Transporturilor și Infrastructurii Drumurilor                  | PDM    |
| 12 | Ministerul Mediului                                                       | PLDM   |
| 13 | Ministerul Educației                                                      | PLDM   |
| 14 | Ministerul Culturii                                                       | PDM    |
| 15 | Ministerul Muncii, Protecției Sociale și Familiei                         | PDM    |
| 16 | Ministerul Sănătății                                                      | PLDM   |
| 17 | Ministerul Tehnologiilor Informaționale și Comunicațiilor                 | PDM    |
| 18 | Ministerul Tineretului și Sportului                                       | PDM    |

### Autorități administrative centrale
1. Biroul Național de Statistică – PLDM
2. Agenția relații funciare și cadastru – PLDM
3. Biroul relații interetnice – PDM
4. Agenția Moldsilva – PLDM
5. Agenția Rezerve Materiale – PDM
6. Agenția Turismului – PLDM
7. Agenția Națională pentru Siguranța Alimentelor – PDM

## Declarații
Președintele PLDM, Vlad Filat a declarat:
|  | Din păcate, nu s-a reușit. Motivele sunt obiective, dar în mare parte și subiective. Timpul pe care l-am avut la dispoziție a expirat. Țara trebuie să fie guvernată. PLDM și PDM își asumă misiunea de a asigura guvernarea în Republica Moldova. Nu va fi deloc ușor să activezi cu un guvern minoritar, dar nu este imposibil să promovăm reformele necesare pentru cetățenii Republicii Moldova. |

## Vezi și
- Alianța pentru Integrare Europeană (2009-13)
- Coaliția Pro-Europeană (2013-14)
- Alianța pentru Integrare Europeană III (2015-)

## Legături externe
- Liberalii, înlăturați de la guvernare; PLDM și PD au anunțat coaliția
- A fost creată Alianța pentru o Moldovă Europeană
- Chișinău: PD și PLDM au semnat acordul de guvernare. Adrian Candu, ales președinte al Parlamentului
- PLDM + PDM = Alianța pentru Moldova Europeană